# 维也纳总医院
维也纳总医院（德語：Allgemeines Krankenhaus der Stadt Wien，缩写：AKH），或译维也纳综合医院，是奥地利维也纳的一所大型综合医院，也是维也纳医科大学的教学医院。

## 历史
1686年，医生约翰·弗兰克（Johann Franckh）于第二次维也纳围城后捐赠财产，建立了一所军事医院，即维也纳综合医院的前身。早期建设资金缺乏，1693年得到利奥波德一世的支持，1697年第一间病房竣工。现在的医院则在二战之后始建，1994年建成。